# Лейди Армани
Лейди Армани (на английски: Lady Armani) е артистичен псевдоним на бившата порнографска актриса Joie Summers, родена на 18 февруари 1980 година в град Насау, Бахамски острови. Дебютира в порнографската индустрия през 2004 година, на 24-годишна възраст. През 2009 година се отказва.